# 圣维森特-费里尔 (馬拉尼昂州)
圣维森特-费里尔是巴西马拉尼昂州的一个市镇。总面积390.404平方公里，总人口19687人，人口密度50.4人/平方公里。